# 汪淵 (正德進士)
汪淵（1471年—1535年），字景顏，江西廣信府上饒縣人，軍籍，明朝政治人物。

## 生平
四歲喪母，十二歲喪父，正德五年（1510年）庚午科江西鄉試第□名舉人。正德六年（1511年）中式辛未科會試第一百八十名，登第三甲第一百五十三名進士。授大名縣知縣，調沂水縣，十一年十月选授广东道试监察御史，巡按畿輔，十五年巡按河南，嘉靖元年（1522年）回朝，嘉靖三年（1524年）巡按广西，四年五月升大理寺右寺丞，六年六月升左寺丞，九月因李福达案革职。家居九年，嘉靖十四年卒。

## 家族
曾祖汪□，曾任□；祖父汪□，曾任□；父汪雲，曾任□。母詹氏；繼母胡氏。